# Paul-Josef Raue
Paul-Josef Raue (* 13. Juni 1950 in Castrop-Rauxel; † 11. März 2019 in Wolfenbüttel) war ein deutscher Journalist und Sachbuchautor. Er war Chefredakteur mehrerer Tageszeitungen, zuletzt bis August 2015 bei der Thüringer Allgemeinen, ehe er auf eigenen Wunsch in den Ruhestand ging.

## Leben
Nach seinem Studium der Philosophie, das er als Magister abschloss, absolvierte Paul-Josef Raue eine Ausbildung zum Journalisten im ersten Jahrgang der Hamburger Journalistenschule.
Während seiner journalistischen Laufbahn war Raue Korrespondent und später Chefredakteur der Oberhessischen Presse, bevor er „unmittelbar nach der Wende […] die Eisenacher Presse und damit die erste gesamtdeutsche Tageszeitung nach dem Krieg“ gründete, damals ein Ableger der später zur Thüringischen Landeszeitung (TLZ) gehörenden Mitteldeutschen Allgemeinen. Seine 1996 begonnene Tätigkeit als Chefredakteur der Frankfurter Neuen Presse (FNP) endete 1997 nach „unterschiedlichen konzeptionellen Auffassungen über den künftigen Weg der Zeitung“. 1999 war Raue Mitglied der Gründungsredaktion des ursprünglich als Ableger des manager magazins erschienenen Wirtschaftsmagazins Econy, das später als Wirtschaftszeitschrift brand eins fortgesetzt wurde. Von seiner anschließenden Tätigkeit als Chefredakteur der Magdeburger Volksstimme ab dem Jahr 1999, aus der er „in freundschaftlicher Atmosphäre“ ausschied, wechselte Raue im September 2001 in gleicher Funktion zur Braunschweiger Zeitung (BZ).
Nachdem am 26. November 2009 angekündigt worden war, dass Paul-Josef Raue den bisherigen Chefredakteur der Thüringer Allgemeinen (TA), Sergej Lochthofen, zum Jahreswechsel ablösen werde, wurde dieser Schritt am 2. Dezember 2009 vorzeitig vollzogen. Der Wechsel zur Thüringer Allgemeinen bedeutet eine Rückkehr Raues in den Bereich der Zeitungsgruppe Thüringen (ZGT) und eine erneute Zusammenarbeit mit dem 2008 ebenfalls von der BZ gekommenen Martin Jaschke, Sprecher der ZGT-Geschäftsführung – zugleich aber auch seinen Verbleib innerhalb der WAZ-Mediengruppe. Raues Nachfolger bei der BZ ist Armin Maus.
Gemeinsam mit Wolf Schneider, dem ehemaligen Schulleiter der von ihm besuchten Journalistenschule, verfasste Paul-Josef Raue Das neue Handbuch des Journalismus, das zu den Standardwerken für Journalisten zählt.
Lange Jahre war Raue auch als Lehrbeauftragter nebenberuflich tätig.

## Publikationen (Auswahl)
- Raiffeisen: Ein Leben für eine gerechte Gesellschaft: Eine Biografie über den Gründer der modernen Genossenschaften, Klartext Verlag 2018, ISBN 978-3-8375-2026-2.
- Wählen gehen. Koch, Marburg 1994, ISBN 3-924269-62-9.
- Das neue Handbuch des Journalismus. (gemeinsam mit Wolf Schneider). Rowohlt, Reinbek 2003, ISBN 3-499-61569-X.

als Herausgeber
- Grenzwanderung. Klartext Verlag, Essen 2010, ISBN 978-3-8375-0459-0.
- Meine Wende. Wie Thüringer die friedliche Revolution meisterten. Klartext Verlag, Essen 2011, ISBN 978-3-8375-0529-0.
- Luthers Stil-Lehre, Klartext, Essen, 2017